# Polarklimat

Kartan visar polarklimat (ET och EF) 1980–2016 enligt Köppens klimatklassifikation.
Tundraklimat (ET)
Glacialklimat (EF)
Annat klimat

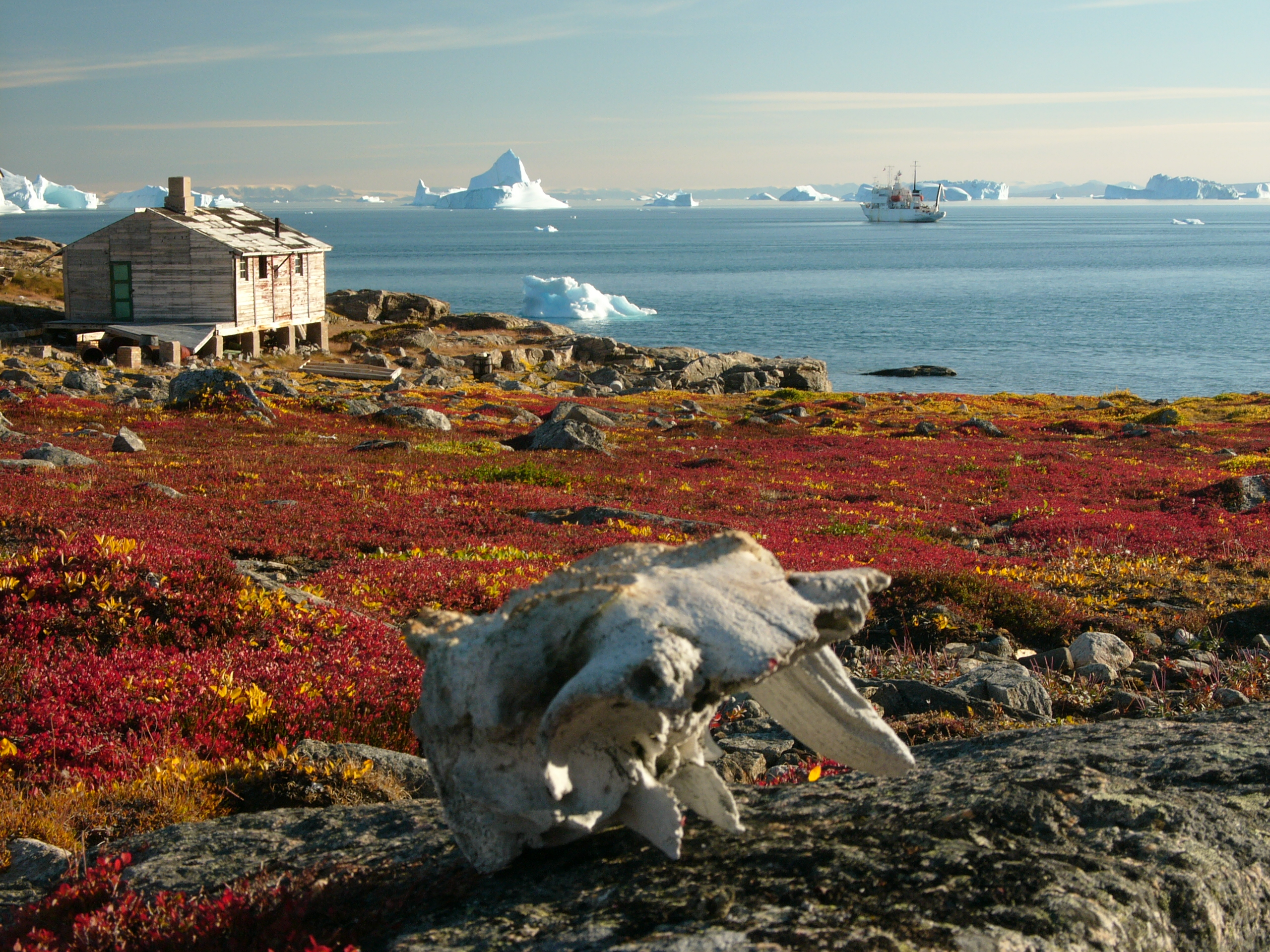
Kargt landskap sommartid i tundraklimat på östra Grönland.

Polarklimat, eller arktiskt klimat, är ett klimat där alla månaders medeltemperatur understiger 10 °C. Polarklimat förekommer främst norr om norra polcirkeln och söder om södra polcirkeln. Polarklimat återfinns bland annat i Antarktis, Grönland, nordligaste Nordamerika och nordligaste Ryssland. I Sverige är det enbart norra fjällen som har polarklimat. Typiskt för polarklimat är långa kalla vintrar och korta svala eller kalla somrar.
Det är relativt ovanligt att temperaturen stiger över + 10 °C även under sommarmånaderna. I Polarzonen råder permafrost vilket innebär att endast det yttersta lagret av marken någonsin tinar. Detta hindrar större växter såsom träd från att slå rot och växa.
I Köppens system anges två olika typer av arktiskt klimat. Det ena är polärt tundraklimat, ET, vilket innebär att den varmaste månaden har en medeltemperatur på över noll grader, men under tio grader. Den andra, mest köldextrema typen är glacialklimat, EF, vilket innebär att alla månader har en medeltemperatur under noll grader. Den sistnämnda klimattypen tillåter, precis som namnet antyder, ett istäcke att byggas upp och är den som råder i de istäckta delarna av Antarktis och Grönland. Glacialklimat förekommer också på höga berg, och för mycket höga berg såsom Himalaya även på relativt varma latituder. 